# Many Shades of Black
"Many Shades of Black" là ca khúc của ban nhạc The Raconteurs. Adele đã trình diễn ca khúc vài lần, trong chuyến lưu diễn An Evening with Adele, nó cũng có trong phiên bản chất lượng cao của album 19 album.